# Cologna Veneta
Cologna Veneta és un comune (municipi) de la província de Verona, a la regió italiana del Vèneto, situat a uns 70 quilòmetres a l'oest de Venècia i a uns 35 quilòmetres al sud-est de Verona.
A 1 de gener de 2020 la seva població era de 8.514 habitants.
Cologna Veneta limita amb els següents municipis: Asigliano Veneto, Lonigo, Orgiano, Poiana Maggiore, Pressana, Roveredo di Guà, Veronella i Zimella.